# Un mister cu stafide
Un mister cu stafide este un roman scurt de Alina Nour. A apărut la editura Ion Creangă în 1984 împreună cu Făt-Frumos din Pepsy-Cola.

## Vezi și
- 1984 în literatură